# Nodozana bifasciata
Nodozana bifasciata là một loài bướm đêm thuộc phân họ Arctiinae, họ Erebidae.